# Svetozar Milošević

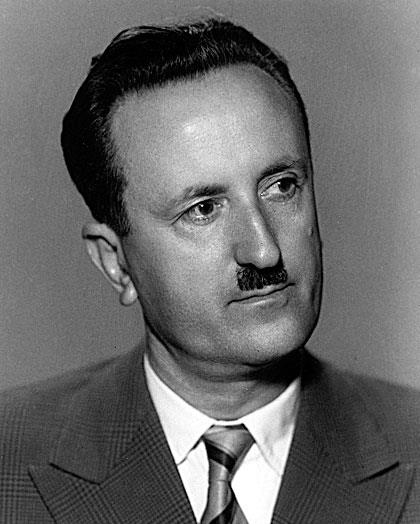
Svetozar Milošević

Svetozar Milošević (Servisch: Светозар Милошевић; Ljevorecki Tuzi, 1907 - 1962) was de vader van Slobodan Milošević. Hij werd geboren in Ljevorecki Tuzi, een klein dorp in het noorden van Montenegro. Zijn voorouders waren in 1389 in dat gebied neergestreken, kort na de Slag op het Merelveld in Kosovo. De familie Milošević is een van de weinige families die het hele jaar door in Ljevorecki Tuzi verblijft: het dorp wordt voornamelijk als zomerverblijf gebruikt.
Svetozar volgde een orthodoxe theologische opleiding. Hij werd tot diaken, maar nooit tot priester gewijd. Wel leidde hij een religieus leven. Zijn brood verdiende hij als leraar Russisch en Servo-Kroatisch op een middelbare school.
Kort na het begin van de Tweede Wereldoorlog verhuisden Svetozar en zijn echtgenote Stanislava naar Požarevac in Servië, waar op 20 augustus 1941 hun zoon Slobodan werd geboren. Het huwelijk tussen Svetozar en Stanislava was echter geen lang leven beschoren. Stanislava hing de communistische ideologie aan, waarmee Svetozar zich om religieuze redenen niet kon verenigen. Het echtpaar scheidde in 1947, en Svetozar keerde alleen terug naar Montenegro. Hij had sindsdien nog maar amper contact met zijn kinderen (Slobodan en dienst zeven jaar oudere broer Borislav), die bij Stanislava bleven wonen.
In 1962 pleegde Svetozar zelfmoord, door zich een kogel door het hoofd te schieten. De reden waarom hij dit deed is onbekend gebleven, aangezien hij daaromtrent geen bericht achterliet en niemand over zelfmoordplannen had ingelicht. Verondersteld wordt dat er een verband is met een incident dat kort daarvoor op zijn school had plaatsgevonden: een leerling die van Svetozar een laag cijfer had gekregen had direct daarna zelfmoord gepleegd.
De begrafenis van Svetozar werd noch door Stanislava, noch door zijn zoons bijgewoond. Borislav kwam een dag later aan in Montenegro, terwijl Slobodan (op dat moment in Rusland voor een studiereis) zijn graf nooit bezocht heeft.